# Чернявская, Юлия Виссарионовна
Юлия Виссарионовна Чернявская (род. 5 августа 1962, Минск) — белорусский ученый, прозаик, драматург, кандидат культурологии, профессор Белорусского государственного университета культуры и искусств, специалист по культурной антропологии, автор книг по культурологии, а также пьес, романов, повестей и стихов, политическая заключённая. Лауреат Национальной театральной премии. Блогер (в первой пятерке блогеров Беларуси на 2017 год). Автор и ведущая художественно-культурологических программ «Без ответов», «Круги на воде» и др. Создатель и ведущая самого крупного в Беларуси литературного клуба GRAPHO.

## Биография

### Семья и карьера
Юлия Виссарионовна Чернявская родилась 5 августа 1962 года в Минске. Родители развелись, когда ей было 6 лет, ребёнка воспитывали дедушка с бабушкой. Они жили в доме № 36 по улице Карла Маркса в Минске, напротив театра имени Янки Купалы. Их дом считался «литературным» — в нём жили многие ведущие писатели и поэты того времени — Владимир Короткевич, Вячеслав Адамчик, Янка Брыль, Нил Гилевич, и другие. Дед Юлии тоже был известным детским писателем, публиковался под псевдонимом Василь Витка. По воспоминаниям Юлии, именно дед сформировал у неё литературный вкус и тягу к чтению.
Со своим первым мужем Чернявская познакомилась в 19 лет в туристическом походе. Они очень быстро поженились, но брак закончился разводом через 4 с небольшим года из-за отсутствия точек соприкосновения — муж занимался альпинизмом, а Юлия училась и развивала литературную карьеру, поэтому они практически не виделись. В период развода с первым супругом Юлия познакомилась с Юрием Зиссером. Их отношения очень скоро стали серьёзными, Зиссер переехал из Львова к ней в Минск. Пара вскоре поженилась, у них родилась дочь Евгения.
В 1984 году Чернявская закончила филологический факультет БГУ, а в 1997-м — культурологический факультет РИВШ БГУ. В 2002-м получила учёную степень кандидата культурологии. Почти 30 лет преподавала в БГУКИ, опубликовала 8 монографий и свыше 200 научных статей.
Спектакль «Аднакласнікі» по её пьесе «Буковки», поставленный на сцене Могилёвского областного драматического театра (режиссёр Екатерина Аверкова), победил в номинации «Лучшая постановка по произведению современного белорусского автора» на Национальной театральной премии за 2012 год.
В 2010-х годах входила в Совет, который распределял стипендии имени Магдалены Радзивилл для писательниц и переводчиц, основала литературный клуб «GRAPHO», сотрудничала с порталом TUT.BY.
В августе 2020 года вошла в первоначальный состав Координационного совета по обеспечению трансфера власти.

### Арест
18 мая 2021 года была задержана белорусскими силовиками: силовики пришли к Чернявской в квартиру и сообщили об аресте, у неё случился гипертонический криз. Чернявскую госпитализировали, в больницу её сопровождал конвой. Позднее женщину перевели под домашний арест. 25 мая 2021 года девять организаций (Правозащитный центр «Весна», Белорусская ассоциация журналистов, Белорусский Хельсинкский комитет, Белорусский ПЕН-центр и др.) выступили с совместным заявлением и признали её политической заключённой.
13 января 2022 года стало известно, что Юлии Чернявской изменили меру пресечения и освободили из-под домашнего ареста. Однако она по-прежнему является обвиняемой по уголовному делу об уклонении от уплаты налогов в особо крупном размере.

## Семья
- Муж — Юрий Анатольевич Зиссер (28 июня 1960, Львов[23] — 17 мая 2020, Минск[24]) — белорусский программист, бизнесмен, основатель и совладелец белорусского интернет-проекта TUT.BY, председатель общего собрания участников ООО «ТУТ БАЙ МЕДИА» и ООО «Надежные программы»[25].
- Дочь — Евгения Юрьевна Чернявская, закончила БГУ по специальности «Информация и коммуникация». Работала на TUT.BY в должности пиар-менеджера и руководителя проектов с 2009 по 2015 год[26]. С 2016 года проживает в Израиле[16][27].
- Внучка — Алиса Гурина[28].

## Творчество

### Пьесы
- «Лифт», поставлена в Республиканском театре белорусской драматургии[4];
- «Синдром Медеи», поставлена в Республиканском театре белорусской драматургии;
- «Сирожа», поставлена в Республиканском театре белорусской драматургии.

### Проза
- Роман «Мальчик с собакой», и ещё четыре романа и повести.

### Книги
- Хрестоматия «Психология национальной нетерпимости» (1998);
- «Народная культура и национальные традиции» (2000);
- «Этнические основания культуры» (2001, в соавторстве с П. Г. Игнатовичем);
- «Введение в культурно-философскую антропологию» (2003);
- «Личность и культура» (2003);
- «Белорус: штрихи к автопортрету» (2006);
- «Белорусы: от „тутэйшых“ к нации» (2010);
- «Этническая культурология: концепты, подходы, гипотезы» (2010).

Автор более 80 статей в научных изданиях Беларуси, России, Украины, Польши, Бельгии, Франции, Швеции и Германии.